# Lalitpur (distrikt)
Lalitpur (hindi: ललितपुर जिला) er et distrikt i den indiske delstat Uttar Pradesh. Distriktets hovedstad er Lalitpur.

## Demografi
Ved folketællingen i 2011 var der 1,218,002 indbyggere i distriktet, mod 977,734 i 2001. Den urbane befolkningen udgør 14,38 % af befolkningen.
Børn i alderen 0 til 6 år udgjorde 16,91 % i 2011 mod 20,49 % i 2001. Antallet af piger i den alder per tusinde drenge er 931 i 2011.